# Театральный факультет Академии музыкальных искусств в Праге
Театральный факультет Академии исполнительских искусств в Праге (чеш. Divadelní fakulta Akademie múzických umění v Praze, DAMU) — один из трёх факультетов ведущего в Чехии высшего учебного заведения в сфере исполнительских искусств (два других — музыкально-танцевальный (чеш. Hudební a taneční fakulta — HAMU) и кино и телевидения). Студенты факультета получают образование в основном в профессиях, связанных с театром (актёры, режиссёры, драматурги, менеджеры, продюсеры и так далее). Частью факультета также является студенческий театр «ДИСК», в котором студенты получают практический опыт. Ещё один театр, Loutka, действует при кафедре альтернативного и кукольного театра.
Факультет является членом Европейской сети учебных центров администрирования в сфере культуры (англ. European Network of Cultural Administration Training Centres).

## История
Театральный факультет Академии исполнительских искусств в Праге был создан сразу после Второй мировой войны в виду необходимости театрального образования, формирования художественных личностей, которые стали бы достойными преемниками деятелей театра первой половины XX века, когда чешский театр переживал один из своих пиков. Основатели факультета, в первую очередь писатель и переводчик Мирослав Галлер, режиссёр Иржи Фрейка и сценограф Франтишек Трёстер, объединили опыт авангардного движения с высоким профессионализмом и педагогическим талантом.
В октябре 1952 года в составе факультета была создана кафедра кукольного мастерства, первый в мире университетский институт кукол. Открытие кафедры стало возможно после принятия Закона о театрах, уравнявшего кукольный театр в правах с другими видами сценического искусства.
За годы своего существования театральный факультет вырос и обогатил новые тенденции в развитии театра, став плюралистической школой, в который преподавали важные личности чешской театральной жизни: курсы актёрского мастерства, режиссуры, драматургии и теории театра, сценографии и театральных постановок и личностей, которые выходят за рамки его трансзональных театр в области авторства, философии и педагогики.
В качестве приглашённых профессоров на факультете преподавали такие знаменитости как американский театральный режиссёр и критик Чарльз Мароуиц и российский актёр и режиссёр кино и театра Олег Табаков.

## Кафедры
Ниже приводится список кафедр факультета с указанием их руководителей и направлений обучения:
| Кафедра                                     | Глава кафедры                        | Направления обучения                             |
| ------------------------------------------- | ------------------------------------ | ------------------------------------------------ |
| Кафедра драматического театра               | Проф. MgA. Ян Буриан                 | Исполнение, режиссура и драматургия              |
| Кафедра альтернативного и кукольного театра | MgA. Иржи Хавелка, Ph.D.             | Исполнение, режиссура и драматургия, сценография |
| Кафедра сценографии                         | Проф. MgA. Ян Душек                  | Сценография                                      |
| Кафедра производство                        | MgA. Михал Лазневский                | Производство спектаклей                          |
| Кафедра драматического образования          | Док. Радек Марушак                   | Драматическое образование                        |
| Кафедра авторского творчества и педагогики  | Док. Mgr. MgA. Михал Чундерле, Ph.D. | Авторский театр                                  |
| Кафедра теории и критики                    | Док. Mgr. Даниэла Йобертовая Ph.D.   | Теория и критика театральной работы              |

В настоящее время основой факультета являются две большие кафедры, которые отражают разнообразие современного театра — кафедра драматического театра и кафедра альтернативного и кукольного театра. Кафедры драматического театра и драматической сценографии сфокусированы главным образом на подготовке актёров, режиссёров, драматургов и сценографов для системы репертуарных театров, которая в значительной степени основана на интерпретации драматических текстов, как классических, так и современных. Выпускники этих кафедр часто составляют ядро трупп лучших чешских театров (например, Национального театра), но они также всё чаще используются в независимых театральных труппах. Кафедра сценографии обучает студентов независимости и профессионализму, что позволит им работать не только в театрах, но и в средствах массовой информации, выставках и т. Д.
Кафедра альтернативного и кукольного театра основывается на богатых чешских кукольных традиций, что не мешает ей быть связанной со всемирно известными чешскими театрами студийного типа, такими как «Драк», «Дейвице», студия «Ипсилон», с драматически стилизованным театром, театру перформанса, парадигматическим действиям и так далее. Характерно тесное сотрудничество между актёром, режиссёром и художником, что привело к созданию кафедры сценографии альтернативного и кукольного театра. Выпускники кафедры альтернативного и кукольного театра часто нацелены на выдающихся личностей и коллективной поэтики, создают новые и успешные театры.
Другие кафедры выходят за рамки театральной практики. Кафедра авторского творчества и педагогики сосредоточена на изучении деятельности как публичного выступления, личности, так и автора. Основной предмет — дисциплина актёра импровизации, разработанная профессором Иваном Выскочилом — диалог с внутренним партнёром, большое внимание уделяется психосоматическому обучению, особенно изучению речи и речи. Кафедра драматического образования фокусируется на театре в образовании, кафедра теории и критики рассматривает теоретические предметы, изучаемые в DAMU, проводит лекции и семинары по теоретическим предметам и воспитывает своих учеников по информированной критике, отдел производства обучает театральных менеджеров, которые применяются во всех типах театров, а также за их пределами.
Ежегодно факультет организует традиционную Пражскую летнюю театральную школу и летние курсы творческого письма (Кафедра теории и критики).
Факультет располагает собственной полностью оборудованной профессиональной звуковой студией, которая служит в основном для обучения студентов, а также записей творчества учащихся факультета, в том числе, студенческого театр «ДИСК».

## Руководство
- Декан — Дубравка Свободова.[1]
- Заместители декана — Ярослав Провазник, Якуб Корчак и Марек Бечка.[9]
- Секретарь — Ива Стверакова.[9]

## Деканы
- 1946—1948 — Иржи Фрейка
- 1948—1949 — Клементина Ректорисова
- 1949—1950 — Франтишек Гётц[чеш.]
- 1950—1952 — Ян Копецки
- 1952—1953 — Франтишек Гётц
- 1953—1954 — Владимир Адамек
- 1954—1955 — Франтишек Салцер[чеш.]
- 1955—1958 — Йозеф Бездичек[чеш.]
- 1958—1961 — Франтишек Салцер
- 1961—1963 — Антонин Дворжак[чеш.]
- 1963—1970 — Франтишек Салцер
- 1970—1972 — Ян Цисарж[чеш.]
- 1972—1985 — Ева Шмералова
- 1985—1989 — Яна Маковская
- 1990—1991 — Ян Душек
- 1991—1994 — Милослав Клима
- 1994—1997 — Милош Горански
- 1997—2000 — Владимир Микеш
- 2000—2006 — Маркета Кокварова-Шартова
- 2006—2013 — Ян Ганчиль[чеш.]
- 2013—н. в. — Дубравка Свободова

## Известные выпускники
- Анда-Луиза Богза[англ.], румынская оперная певица-сопрано.
- Яна Главачова, Народная артистка Чехословакии, почётный профессор академии
- Ивана Хилкова, актриса, окончила факультет в 1985 году.[10]
- Штепанка Ганичинцова[чеш.], телеведущая[11]
- Пётр Ганичинец[чеш.], актёр.[11]
- Томаш Клус, певец и автор песен, окончил факультет в 2012 году.[12]
- Ян Кубичек[чеш.], художник-конструктивист и графический дизайнер, учился на факультете в 1954—1957 годах.[13]
- Карел Роден, актёр театра и кино, окончил факультет в 1985 году.[14]
- Мартин Стропницкий, актёр, писатель и режиссёр, дипломат и политик, министр иностранных дел (2017 год), окончил факультет в 1980 году.[15]
- Ян Шванкмайер, кинорежиссёр, сценарист, художник, сценограф, скульптор, аниматор, учился кукольному мастерству на факультете в 1954—1958 годах.[16]
- Алёна Востра[чеш.], писатель, сценарист, драматург, кукольник, окончила факультет (драматургия) в 1966 году.[17]
- Иржи Срнец[чеш.], театральный режиссёр, художник, композитор, создатель первого в мире чёрного театра.[18]
- Карел Брожек, актёр и режиссёр, окончил факультет в 1959 году.[19]
- Пётр Матасек[чеш.], театральный сценограф.[20]
- Зора Яндова, певица, актриса, радиоведущая.